# Komödie des Herzens
Komödie des Herzens er en tysk stumfilm fra 1924 af Rochus Gliese.

## Medvirkende
- Lil Dagover som Gerda Werska
- Nigel Barrie som Vinzenz
- Alexander Murski som Inger
- Ruth Weyher som Inge
- Colette Brettel som Daisy
- Victor Palfi som Jurgen
- Ernst Winar som Knud
- Hans Cürlis som Fips
- Lydia Potechina som Ring
- William Huch
- Robert Leffler